# Madonne-et-Lamerey
Madonne-et-Lamerey é uma comuna francesa na região administrativa do Grande Leste, no departamento de Vosges. Estende-se por uma área de 7.02 km². Em 2010 a comuna tinha 415 habitantes (densidade: 59,1 hab./km²).